# Centrum-Demokraterne
Centrum Demokraterne (Demòcrates de Centre, CD) partit polític danès fundat el 1973 per Erhard Jakobsen, antic diputat i alcalde de Gladsaxe pels socialdemòcrates. Ha participat en els governs de centredreta (1982-1988) i centreesquerra (1993-1996).
A les eleccions legislatives daneses de 2001 va perdre la seva representació parlamentària i va rebre un cop molt dur. A les eleccions legislatives daneses de 2005 només va rebre 33.535 vots (l'1%). També es presentà a les eleccions locals daneses de 2005 llevat a la regió Midtjylland, on la secció local va oblidar recollir les signatures necessàries per a presentar-se. Després d'un congrés extraordinari el 26 de gener de 2008, va decidir dissoldre's.

## Resultats electorals

### Eleccions legislatives
| Any  | Vots                 | Vots                 | Vots                 | Escons               | Escons               |
| Any  | #                    | %                    | ± pp                 | #                    | ±                    |
| ---- | -------------------- | -------------------- | -------------------- | -------------------- | -------------------- |
| 1973 | 236.784              | 7.8%                 | +7.8                 | 14 / 179             | Nou                  |
| 1975 | 66.316               | 2.2%                 | -5.6                 | 4 / 179              | 10                   |
| 1977 | 200.347              | 6.4%                 | +4.2                 | 11 / 179             | 7                    |
| 1979 | 102.132              | 3.2%                 | -3.2                 | 6 / 179              | 5                    |
| 1981 | 258.522              | 8.3%                 | +5.1                 | 15 / 179             | 9                    |
| 1984 | 154.553              | 4.6%                 | -3.7                 | 8 / 179              | 7                    |
| 1987 | 161.070              | 4.8%                 | +0.2                 | 9 / 179              | 1                    |
| 1988 | 155.464              | 4.7%                 | -0.1                 | 9 / 179              | =                    |
| 1990 | 165.556              | 5.1%                 | +0.4                 | 9 / 179              | =                    |
| 1994 | 94.496               | 2.8%                 | -2.3                 | 5 / 179              | 4                    |
| 1998 | 146.802              | 4.3%                 | +1.5                 | 8 / 179              | 3                    |
| 2001 | 61.031               | 1.8%                 | -2.5                 | 0 / 179              | 8                    |
| 2005 | 33.880               | 1.0%                 | -0.8                 | 0 / 179              | =                    |
| 2007 | No hi van participar | No hi van participar | No hi van participar | No hi van participar | No hi van participar |

### Eleccions municipals
| Any  | Escons    | Escons |
| Any  | #         | ±      |
| ---- | --------- | ------ |
| 2001 | 2 / 4.647 | =      |
| 2005 | 0 / 2.522 | 2      |

### Eleccions regionals
| Any  | Vots   | Escons  | Escons |
| Any  | Vots   | #       | ±      |
| ---- | ------ | ------- | ------ |
| 2001 | 24,914 | 3 / 374 | =      |
| 2005 | 4,987  | 0 / 205 | 3      |

### Parlament Europeu
| Any  | Vots                 | Vots                 | Vots                 | Escons               | Escons               |
| Any  | #                    | %                    | ± pp                 | #                    | ±                    |
| ---- | -------------------- | -------------------- | -------------------- | -------------------- | -------------------- |
| 1979 | 107.790              | 6.1%                 | +6.1                 | 1 / 15               | Nou                  |
| 1984 | 131.984              | 6.6%                 | +0.5                 | 1 / 15               | =                    |
| 1989 | 142.190              | 8.0%                 | +1.4                 | 2 / 16               | 1                    |
| 1994 | 18.365               | 0.9%                 | -7.1                 | 0 / 16               | 2                    |
| 1999 | 68.717               | 3.5%                 | +2.6                 | 0 / 16               | =                    |
| 2004 | No hi van participar | No hi van participar | No hi van participar | No hi van participar | No hi van participar |

## Líders
- 1973-1989: Erhard Jakobsen
- 1989-2005: Mimi Jakobsen
- 2005-2007: Bjarne Møgelhøj
- 2007-2008: Ben Haddou